# Louis de Brancas de Forcalquier

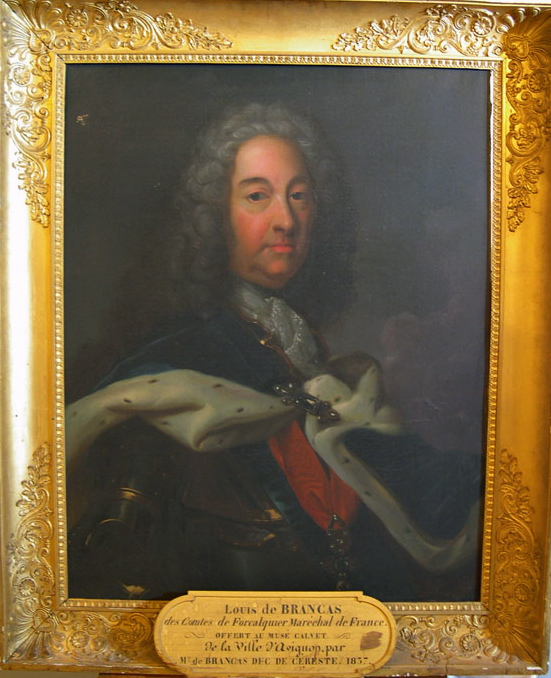
Porträt von Louis de Brancas, Anonym, seit 1837 im Musée Calvet (Avignon)

Louis-Henri de Brancas de Forcalquier, genannt Le Marquis de Brancas (* 19. Januar 1672 in Pernes-les-Fontaines; † 9. August 1750), 2. Marquis de Céreste und souveräner (Titular)fürst der Insel Nisyros war ein französischer Militär und Diplomat der ersten Hälfte des 18. Jahrhunderts. Er wurde 1740 zum Marschall von Frankreich ernannt.

## Leben
Louis de Brancas war der älteste Sohn von Henri de Brancas de Forcalquier, Marquis de Céreste, und Dorothée de Cheilus. Er war Marquis de Céreste, Comte de Roubion, Baron de Castellet, Seigneur de Saint-Dizier, Venasque, Vitrolles, Montjustin und Juvisy, sowie souveräner (Titular)fürst der Insel Nisyros.
Er trat in den Militärdienst und wurde am 15. Juni 1699 Oberst im Régiment d’Orléans. Am 4. Juni 1702 wurde er zum Brigadier befördert, am 26. Oktober 1704 zum Maréchal de camp. Als Diplomat wurde er 1707 außerordentlicher Gesandter Frankreichs in Madrid. Am 8. Mai 1709 wurde er einer von 28 Kommandeuren im Ordre royal et militaire de Saint-Louis, am 29. März 1710 Lieutenant-général des Armées du Roi et au Gouvernement de Provence.
Am 12. Februar 1711 wurde er im Rahmen des Spanischen Erbfolgekriegs zum Gouverneur von Girona ernannt. Im Februar 1713 erfolgte die Ernennung zum Ritter des Ordens vom Goldenen Vlies (spanischer Zweig, Nr. 660), die Aufnahme erfolgte am 26. November 1713 in Madrid. 1714 wurde er zum zweiten Mal außerordentlicher Gesandter Frankreichs in Spanien.
Am 3. Juni 1724 wurde er Ritter im Orden vom Heiligen Geist. Am 2. November 1727 wurde er ein drittes Mal in Spanien eingesetzt, diesmal als außerordentlicher Gesandter und bevollmächtigter Minister. Am 15. Februar 1730 erhob ihn der spanische König zum erblichen Grande von Spanien 1. Klasse.
Am 27. März 1738 wurde er Gouverneur von Nantes und des Pays Nantois sowie Oberbefehlshaber der Armee in der Bretagne. Der Höhepunkt seiner Karriere war seine Ernennung zum Marschall von Frankreich am 11. Februar 1741.
Zudem war er Conseiller d’État ordinaire d’épée, wobei hierzu die Daten ungeklärt sind.

## Familie
Am 24. Januar 1696 heiratete er per Ehevertrag Elisabeth-Charlotte-Candide de Brancas, * Dezember 1679, † 26. August 1741 Paris, Tochter von Louis François de Brancas, Duc de Villars, und Louise Catherine Angélique de Fautereau de Mainières. Sie bekamen elf Kinder, von denen die meisten in jungen Jahren starben:
1. César-Antoine de Brancas, * 24. Oktober 1697, † 7. Juni 1698
2. Louis-Henri de Brancas, * 12. September 1698, † jung

1. Louis-Bufile de Brancas, dit le Comte de Forcalquier, * 28. September 1710, † 3. Februar 1753, 1750 Lieutenant-général au Gouvernement de Provence; ⚭ 6. März 1743 Marie-Françoise-Renée de Carbonnel de Canisy, * 1725, † nach 1771, Witwe von Antoine-François de Pardaillan de Gondrin, Marquis d’Antin, Tochter von René-Anne de Carbonnel, Comte de Canisy, und Thérèse Éléonore Guestre de Préval
2. Charles-François de Brancas, dit le Marquis de Céreste, * 24. Februar 1715, † 26. September 1738 Toulon
3. Louis-Paul de Brancas, * 25. Mai 1718, † 1802, Malteserordensritter als Minderjähriger, November 1737 Kavalleriekapitän im Régiment de Piémont, November 1739 Mestre de camp d’un Régiment de Cavalerie, 6. Juni 1745 Brigadier des Armées du Roi, Dezember 1748 Maréchal de camp, Grande von Spanien beim Tod seines Bruders; ⚭ 9. März 1747 Marie-Anne-Renée-Jacqueline Grandhomme de Giseux, Erbtochter von René-Simon Grandhomme, Seigneur de Gizeux en Anjou, und Marie-Anne de la Motte
4. Marguerite-Candide de Brancas, * 20. September 1699, † nach 1715
5. Susanne-Dorothée de Brancas, * 6. September 1700, † 15. Juli 1701
6. Françoise-Gabrielle de Brancas, * wohl 1704, † 26. Oktober 1724 im Kindbett, in ihrem 21. Lebensjahr; ⚭ 30. Mai 1723 François-Louis Le Tellier, Marquis de Louvois, dit le Marquis de Souvré (Le Tellier de Louvois)
7. Marie-Josèphe de Brancas, 26. November 1726 Nonne im Monastère de la Visitation im Faubourg Saint-Germain
8. Françoise-Gabrielle de Brancas, * 7. September 1703, 1732 Äbtissin von Préaux
9. Marie-Thérèse de Brancas, * 2. April 1716; ⚭ 13. März 1736 Jean-Anne-Vincent de Larlan de Kercadio, Comte de Rochefort[1]

### Weblink
- Libro d’Oro della Nobilità Mediterranea – de Brancas – Duchi di Villars e Pari di Francia (online, abgerufen am 10. Januar 2020)